# Dimorphanthera torricellensis
Dimorphanthera torricellensis är en ljungväxtart som beskrevs av Schlechter. Dimorphanthera torricellensis ingår i släktet Dimorphanthera och familjen ljungväxter. Inga underarter finns listade i Catalogue of Life.